# Kelly Hu
Kelly Hu, född 13 februari 1968 i Honolulu, Hawaii, är en amerikansk skådespelare och tidigare deltagare i skönhetstävlingar.

## Biografi
Hu växte upp på på Hawaii och är av blandad kinesisk, engelsk och hawaiiansk härkomst. Hon har deltagit flera skönhetstävlingar, vann Miss Teen USA 1985 och deltog som Miss Hawaii i 1993 års upplaga av Miss USA där hon kom på fjärde plats.
Hon deltog i musikvideon för sången "Yes We Can" som var inspirerad av och stödde Barack Obama i amerikanska presidentvalet 2008.

## Filmografi
- 1987–1988 – Pappa vet bäst (TV-serie) (3 avsnitt)

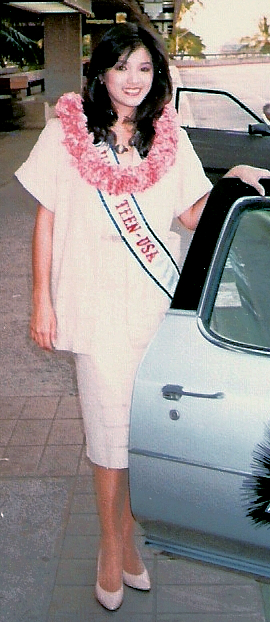
Kelly Hu som Miss Teen USA 1985.

- 1989 – Fredagen den 13:e del VIII – Jason intar Manhattan
- 1989 – 21 Jump Street (TV-serie) (1 avsnitt)
- 1989 – Pluton B i Vietnam (TV-serie) (1 avsnitt)
- 1991 – The Doors
- 1992 – Glamour (TV-serie) (2 avsnitt)
- 1993 – Surf Ninjas
- 1994 – Melrose Place (TV-serie) (1 avsnitt)
- 1994 – Mord, mina herrar (TV-serie) (1 avsnitt)
- 1994 – Renegade (TV-serie) (1 avsnitt)
- 1995 – Strange Days
- 1996 – Alias Mr & Mrs Smith (TV-serie) (1 avsnitt)
- 1996 – One West Waikiki (TV-serie) (1 avsnitt)
- 1996 – Pacific Blue (TV-serie) (1 avsnitt)
- 1996 – Spejaren (TV-serie) (1 avsnitt)
- 1997–1998 – Nash Bridges (TV-serie) (23 avsnitt)
- 1997 – Sunset Beach (TV-serie) (65 avsnitt)
- 1998–2004 – Martial Law (TV-serie) (44 avsnitt)
- 2002 – The Scorpion King
- 2003 – Boomtown (TV-serie) (2 avsnitt)
- 2003 – Cradle 2 the Grave
- 2003 – X-Men 2
- 2004 – Star Wars: Knights of the Old Republic II: The Sith Lords (röstroll)
- 2004 – The Librarian: Quest for the Spear
- 2005–2006 – CSI: New York (TV-serie) (4 avsnitt)
- 2005–2008 – Robot Chicken (TV-serie) (röstroll, 5 avsnitt)
- 2005 – Underclassman
- 2007–2014 – Phineas & Ferb (TV-serie) (röstroll, 77 avsnitt)
- 2007 – Shanghai Kiss
- 2008–2009 – Army Wives (TV-serie) (4 avsnitt)
- 2008 – Command & Conquer: Red Alert 3
- 2008 – Law & Order: Special Victims Unit (TV-serie) (1 avsnitt)
- 2008 – The Air I Breathe
- 2009 – In Plain Sight (TV-serie) (1 avsnitt)
- 2009 – NCIS (TV-serie) (1 avsnitt)
- 2009 – NCIS: Los Angeles (TV-serie) (1 avsnitt)
- 2009 – Terminator Salvation (datorspel) (röstroll)
- 2010 – Batman: Under the Red Hood (röstroll)
- 2010–2011 – Hawaii Five-0 (TV-serie) (3 avsnitt)
- 2010–2011 – The Vampire Diaries (TV-serie) (4 avsnitt)
- 2011–2021 – Young Justice (TV-serie) (röstroll, 17 avsnitt)
- 2012–2019 – Arrow (TV-serie) (13 avsnitt)
- 2012 – Fairly Legal (TV-serie) (1 avsnitt)
- 2012 – Sleeping Dogs (datorspel) (röstroll)
- 2013 – Batman: Arkham Origins (röstroll)
- 2013 – Castle (TV-serie) (1 avsnitt)
- 2013–2017 – Teenage Mutant Ninja Turtle (TV-serie) (röstroll, 31 avsnitt)
- 2014 – The 100 (TV-serie) (1 avsnitt)
- 2015 – Batman: Arkham Knight (röstroll)
- 2015 – Battlefield Hardline (röstroll)
- 2015 – Mortal Kombat X (röstroll)
- 2017 – NCIS: New Orleans (TV-serie) (1 avsnitt)
- 2017–2022 – The Orville (TV-serie) (8 avsnitt)
- 2019 – Mortal Kombat 11 (röstroll)
- 2022 – Solar Opposites (TV-serie) (röstroll, 1 avsnitt)